# Lingue dell'Etiopia
Le lingue dell'Etiopia includono le lingue ufficiali dell'Etiopia, le sue lingue nazionali e regionali, un gran numero di lingue minoritarie e lingue straniere.

## Panoramica
|              |              |  |       |       |
| ------------ | ------------ |  | ----- | ----- |
|              |              |  |       |       |
| Oromoico     | Oromoico     |  | 33,8% | 33,8% |
| Amarico      | Amarico      |  | 29,3% | 29,3% |
| Somalo       | Somalo       |  | 6,2%  | 6,2%  |
| Tigrino      | Tigrino      |  | 5,9%  | 5,9%  |
| Sidamo       | Sidamo       |  | 2%    | 2%    |
| Wolaytto     | Wolaytto     |  | 2,2%  | 2,2%  |
| Gurage       | Gurage       |  | 2%    | 2%    |
| Afar         | Afar         |  | 1,7%  | 1,7%  |
| Hadiya       | Hadiya       |  | 1,7%  | 1,7%  |
| Gamo         | Gamo         |  | 1,5%  | 1,5%  |
| Gedeo        | Gedeo        |  | 1,3%  | 1,3%  |
| Kafa         | Kafa         |  | 1,1%  | 1,1%  |
| Altre lingue | Altre lingue |  | 8,1%  | 8,1%  |

Ci sono 86 lingue indigene in Etiopia secondo l'Ethnologue, con il censimento etiope del 1994 che indica che circa 77 lingue erano parlate localmente. La maggior parte di queste lingue appartiene alla famiglia afroasiatica (lingue semitiche e cuscitiche; si parlano anche lingue omotiche, ma la loro classificazione come afroasiatiche rimane controversa). Inoltre, le lingue nilo-sahariane sono parlate da quello che il governo chiama i "nilotici", anche se gli studiosi distinguono il nilotico dalle lingue Surmiche, lingue Gumuz e lingue koman parlate in Etiopia.
Delle lingue parlate in Etiopia, 86 sono vive e 2 sono estinte. 41 delle lingue viventi sono istituzionali, 14 sono in via di sviluppo, 18 sono vigorose, 8 sono in pericolo di estinzione e 5 sono prossime all'estinzione.
Charles A. Ferguson nel 1976 ha proposto l'area linguistica etiope, contraddistinta da caratteristiche grammaticali e fonologiche condivise nel 1976. Questo sprachbund include le lingue afroasiatiche dell'Etiopia, non le lingue nilo-sahariane. Nel 2000 Mauro Tosco ha messo in dubbio la validità della proposta originale di Ferguson. Non c'è ancora accordo tra gli studiosi su questo punto, ma Tosco ha almeno indebolito l'affermazione originale di Ferguson.
L'inglese è la lingua straniera più parlata ed è il mezzo di insegnamento nelle scuole secondarie e nelle università. L'amarico era la lingua di insegnamento della scuola primaria, ma è stato sostituito in molte zone da lingue locali come l'oromo e il tigrino.
Dopo la caduta del Derg nel 1991, la Costituzione dell'Etiopia del 1995 ha concesso a tutti i gruppi etnici il diritto di sviluppare le proprie lingue e di stabilire sistemi di istruzione primaria in prima lingua. Si tratta di un netto cambiamento nelle politiche linguistiche dei precedenti governi in Etiopia.
In termini di sistemi di scrittura, l'ortografia principale dell'Etiopia è la scrittura ge'ez. Impiegato come abugida per molte delle lingue del paese, è entrato in uso per la prima volta nel VI e V secolo a.C. come abjad per trascrivere la lingua semitica ge'ez. Il ge'ez oggi è la lingua liturgica delle chiese ortodosse etiope ed eritrea. Altri sistemi di scrittura sono stati utilizzati negli anni anche da diverse comunità etiopi. Questi includono la scrittura araba per scrivere alcune lingue etiopi parlate dalle popolazioni musulmane e la scrittura dello sceicco Bakri Sapalo per l'oromo. Oggi, molte lingue cuscitiche, omotiche e nilo-sahariane sono scritte in caratteri latini.

## Le lingue
Secondo il censimento etiope del 2007, le prime lingue più diffuse sono:
- I parlanti oromo che ammontano a 24.930.424 o 33,80% della popolazione;[7]
- I parlanti amarico che ammontano a 21.634.396 o il 29,30% della popolazione;[8][9]
- I parlanti somali che ammontano a 4.609.274 o 6,25%;[7]
- I parlanti tigrini che ammontano a 4.324.476 o 5,86%;[7]
- I parlanti sidamo che ammontano a 2.981.471 pari al 4,84%;[7]
- I parlanti Wolaytta che ammontano a 1.627.784 o 2,21%;[7]
- I parlanti gurage che ammontano a 1.481.783 o 2,01%;[7] e
- I parlanti afar che numerano 1.281.278 o 1,74%.[7]

L'arabo, che appartiene anche alla famiglia afroasiatica, è parlato in alcune zone dell'Etiopia. Molti etiopi musulmani sono anche in grado di parlare arabo a causa della loro appartenenza religiosa.
L'inglese è la lingua straniera più parlata, insegnata anche in molte scuole. Secondo l'ambasciatore etiope negli Stati Uniti, l'inglese era ora anche una lingua ufficiale del governo etiope.

### Status speciale dell'amarico
L'amarico era la lingua di lavoro dei tribunali etiopi e delle sue forze armate, del commercio e delle comunicazioni quotidiane dalla fine del XII secolo. Sebbene ora sia solo una delle 6 lingue ufficiali dell'Etiopia, insieme a oromo, somalo, afar, tigrino e inglese - fino al 2020 l'amarico era l'unica lingua ufficiale etiope a livello federale, insieme all'inglese. Secondo il censimento del 2007, l'amarico è parlato da 21,6 milioni di madrelingua in Etiopia e da 25 milioni di parlanti secondari in Etiopia.
Inoltre, 3 milioni di emigranti al di fuori dell'Etiopia parlano amarico; è parlato anche dalla maggior parte degli ebrei etiopi in Etiopia e Israele.
A Washington DC, l'amarico è diventata una delle sei lingue non inglesi nel Language Access Act del 2004, che consente i servizi governativi e l'istruzione in amarico.
Inoltre, l'amarico è considerato una lingua sacra dalla religione rastafariana ed è ampiamente utilizzato tra i suoi seguaci in tutto il mondo.

### Afroasiatico
Afroasiatico
- Semitico etiope
  - Nord

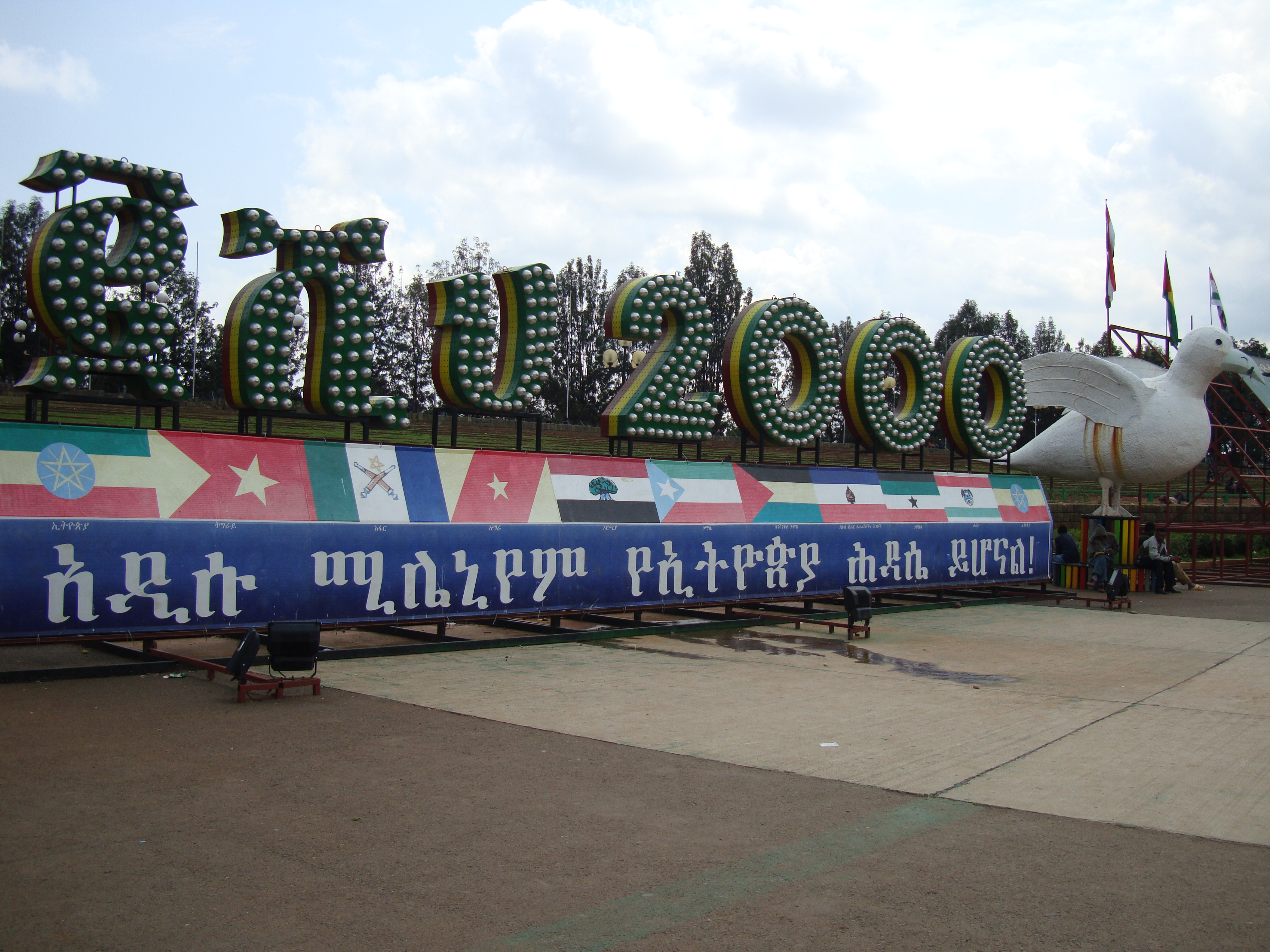
Scritta in amarico alla celebrazione del millennio etiope.

    - Lingua tigrina (anche in Eritrea)
    - Lingua ge'ez (anche in Eritrea: estinta, liturgica)

  - Sud
    -       - Lingua amarica
      - Lingua argobba
      - Lingua harari
      - Lingue di gurage orientale
        - Lingua silt'e (Ulbareg, Inneqor)
        - Lingua wolane
        - Lingua zay

    - Estremo sud
      - Lingue settentrionali Gurage
        - Lingua gafat (estinta)
        - Lingua goggot
        - Lingua soddo

      - Lingue occidentali gurage
        - Chaha (Sebat Bet Gurage)
        - Lingua ezha
        - Linguagumer
        - Lingua gura
        - Lingua gyeto
        - Lingua inor
        - Lingua indegen
        - Lingua mesmes (estinta)
        - Lingua mesqan
        - Lingua muher
- Cuscitiche
  - Lingue agaw
    - Lingua awngi, incl. dialetto kunfal
    - Lingua qimant
    - Lingua xamtanga

  - Cushitico orientale
    - Lingue cuscitiche orientali degli altipiani
      - Lingua burji
      - Sidaama-Hadiyya-Kambaata
        - Lingua alaba
        - Lingua gedeo
        - Lingua hadiya
        - Lingua kambaata
        - Lingua libido
        - Lingua sidamo

    - Lingue cuscitiche orientali della pianura
      - Lingua somala (anche in Somalia, Gibuti e Kenya)
      - Saho-Afar
        - Lingua afar (anche in Eritrea e Gibuti)
        - Lingua saho (anche in Eritrea e in Etiopia parlata dal popolo Irob )

      - Cuscitico orientale della pianura meridionale
        -           - Omo-Tana
            - Linguaggio Arbore
            - Lingua Baiso
            - Lingua Daasanach (anche in Kenya)

          - Oromoide
            - Lingua konso
            - Lingua dirasha
            - Lingua oromo (anche in Kenya)

        - Pianura trasversale orientale cuscitica
          - Lingua bussa
          - Lingua gawwada
          - Lingua tsamai
- Omotiche * (classificazione AA incerta)
  - Lingua aari
  - Lingua anfillo
  - Lingua bambassi
  - Lingua basketo
  - Lingua bench
  - Lingua boro, chiamata anche Shinasha
  - Lingua chara
  - Lingua dawro
  - Lingua dime
  - Lingua dizi
  - Lingua dorze
  - Lingua gamo
  - Lingua ganza
  - Lingua gayil
  - Lingua gofa
  - Hamer-Banna
  - Lingua hozo
  - Lingua kachama-ganjule
  - Lingua kafa
  - Lingua karo
  - Lingua koorete
  - Lingua male
  - Lingua melo
  - Lingua nayi
  - Lingua oyda
  - Lingua seze
  - Lingua shekkacho
  - Lingua sheko
  - Lingua wolaytta
  - Lingua yemsa
  - Lingua zayse-zergulla

### Nilo-Sahariana
In Etiopia, il termine "nilotico" è spesso usato per riferirsi alle lingue nilo-sahariane e alle loro comunità. Tuttavia, nella linguistica accademica, "nilotico" è solo una parte di "nilo-sahariana", un segmento della più ampia famiglia nilo-sahariana.
Nilo-Sahariane
- Lingua anuak (anche in Sud Sudan)
- Lingua berta
- Lingua gumuz
- Lingua kacipo-balesi (anche in Sud Sudan)
- Lingua komo
- Lingua cunama (anche in Eritrea)
- Lingua kwama
- Lingua kwegu
- Lingua majang
- Lingua me'en
- Lingua murle (anche in Sud Sudan)
- Lingua mursi
- Lingua nuer (anche in Sud Sudan)
- Lingua nyangatom
- Linguaggio ppuuo
- Lingua shabo
- Lingua suri
- Lingua uduk (anche in Sudan)

### Non classificate
- Lingua weyto (estinta - probabilmente cuscitica o semitica)
- Lingua ongota (in pericolo - possibilmente omotica o un ramo indipendente di afroasiatico o per niente afroasiatica)
- Lingua rer bare (estinta - forse bantu)

## Lingue a rischio di estinzione
Diverse lingue etiopi sono in pericolo: potrebbero non essere parlate per una o due generazioni e potrebbero estinguersi, vittime dell'estinzione linguistica, come hanno fatto weyto, gafat e mesmes e molto presto ongota. I fattori che contribuiscono alla morte linguistica sono complessi, e pertanto non è facile stimare quali o quante lingue siano più vulnerabili. Hudson ha scritto: "Supponendo che una lingua con meno di 10.000 parlanti sia in pericolo, o rischia di estinguersi entro una generazione", ci sono 22 lingue in pericolo in Etiopia (1999: 96). Tuttavia, un numero di lingue etiopi non ha mai avuto popolazioni così elevate, quindi non è chiaro se questo sia un modo appropriato per calcolare il numero di lingue a rischio di estinzione in Etiopia. Il numero reale può essere inferiore o superiore. Le nuove politiche linguistiche dopo la rivoluzione del 1991 hanno rafforzato l'uso di un certo numero di lingue. Pubblicazioni specifiche sulle lingue a rischio di estinzione in Etiopia includono: Appleyard (1998), Hayward (1988) e Zelealem (1998a, b, 2004).